# Tursunzoda
Tursunzoda (în tadjică Турсунзода)  este un oraș  în  partea de vest a Tadjikistanului, în Districtele Subordonate Republicii, la granița cu Uzbekistanul. La recensământul din 2010 avea o populație de 47,000 locuitori. În oraș își au sediul două posturi de televiziune, două ziare și un post de radio. Localitatea s-a numit Regar (tradus: oraș pe nisip) până în 1978 când a luat denumirea actuală în onoarea lui Mirzo Tursunzoda, poet și om politic. Centrul unei importante zone agricole în care se cultivă orez, fructe, legume, bumbac. Industria este dominată de uzina de aluminiu, a cărei construcție a început în 1972 și care a fost dată în folosință în 1975. Industria materialelor de construcții (porțelan, cărămizi). Prelucrarea bumbacului. Stație de cale ferată. Oraș din 1935.